# Colletes canescens
Colletes canescens är en biart som beskrevs av Smith 1853. Colletes canescens ingår i släktet sidenbin, och familjen korttungebin. Inga underarter finns listade i Catalogue of Life.